# Chris McDonald (homme politique)
Chris McDonald (né 1976 ou 1977) est un homme politique du Parti travailliste britannique, ingénieur chimiste et ancien dirigeant d'entreprise, qui est député de Stockton North depuis 2024. Entre 2014 et 2024, McDonald est PDG du Materials Processing Institute, après avoir dirigé sa séparation de Tata Steel.

## Biographie
Chris McDonald est né à Hartlepool et grandit à Blackhall.
McDonald travaille d'abord chez British Steel, qui l'envoie étudier le génie chimique à l'Université de Cambridge. Après avoir obtenu son diplôme, il occupe divers postes dans l’industrie sidérurgique, mais se concentre sur la recherche,.
En 2008, McDonald devient responsable de laboratoire au sein de la division de recherche de Tata Steel.
En 2014, McDonald dirige la cession du centre de recherche et de développement de Tata Steel UK à Grangetown, qui devient le Materials Processing Institute indépendant, dont il est le PDG,. En 2016, il lance les opérations commerciales de fabrication d'acier de l'Institut depuis ses installations de Teesside,,.
Il est membre de l'Institution of Chemical Engineers de l'Institut des matériaux, des minéraux et des mines de la Royal Geographical Society et de la Royal Academy of Engineering,.
En mars 2023, McDonald est sélectionné comme candidat parlementaire du parti travailliste aux élections de 2024 pour la circonscription de Stockton North, en remplacement d'Alex Cunningham, qui se retire,. Aux élections, il l'emporte avec une majorité de 7 939 voix contre le candidat du Réform UK,. Il est nommé sous-secrétaire d'Etat à la sécurité énergétique le 19 juillet 2024.